# Delta Indi
Désignations
Delta Indi (en abrégé δ Ind) est une étoile binaire de la constellation australe de l'Indien. Elle est visible à l'œil nu avec une magnitude apparente combinée de 4,40. Sa composante primaire, désignée Delta Indi A, est plus brillante avec une magnitude de 4,80 tandis que son compagnon, Delta Indi B, est de magnitude 5,96. Le système présente une parallaxe annuelle de 17,34 mas mesurée par le satellite Hipparcos, ce qui indique qu'il est distant d'environ ∼ 188 a.l. (∼ 57,6 pc) de la Terre.
Delta Indi a été mis en évidence comme une étoile binaire pour la première fois par l'astronome sud-africain William Stephen Finsen à partir de 1936, avec ses éléments orbitaux qu'il publie en 1956. La paire présente une période orbitale de 12,2 ans, un demi-grand axe de 0,176 seconde d'arc et une excentricité autour de 0,03. Ses deux composantes ont été répertoriées comme des étoiles jaune-blanc sous-géantes de type spectral F0 IV par plusieurs auteurs. Cependant, leurs masses estimées ne sont pas cohérentes avec cette classification, de telle sorte que Docobo et Andrade (2013) suggèrent que la parallaxe d'Hipparcos pourrait avoir été sous-estimée.